# Señorío de Ledesma

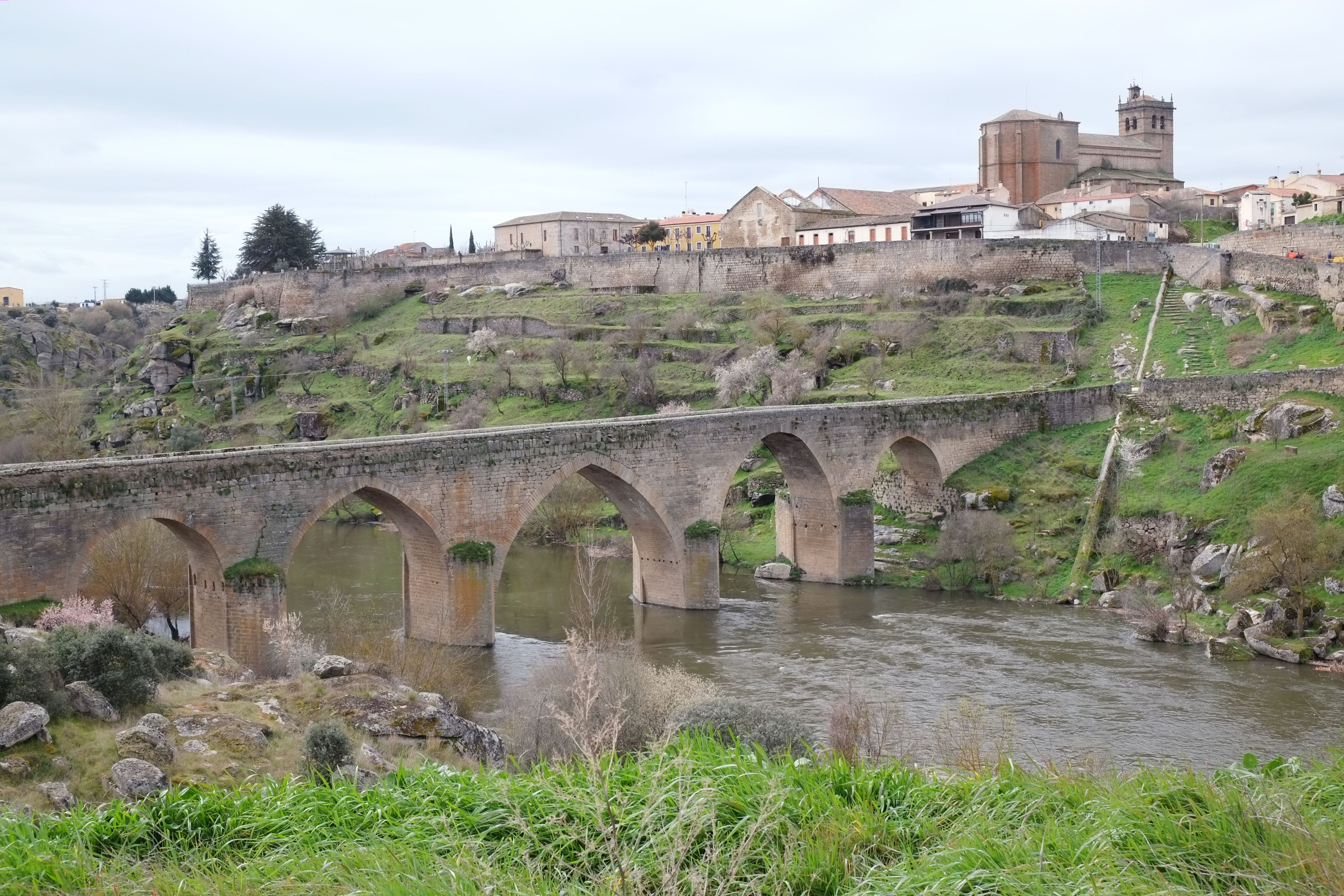
Vista del municipio de Ledesma.

El señorío de Ledesma fue un señorío jurisdiccional medieval establecido en torno al municipio de Ledesma, ubicado en la provincia de Salamanca, en España. 

## Historia
La villa de Ledesma comenzó a ser repoblada oficialmente por orden del rey Fernando II de León en 1161, y perteneció a la Corona hasta que el rey Alfonso X "el Sabio" la cedió en forma de señorío a su hijo, el infante Don Pedro, que fue señor de Ledesma hasta su muerte, ocurrida en esta villa en octubre de 1283.

A la muerte del infante Pedro todos sus señoríos, incluyendo el de Ledesma, fueron heredados por su hijo, Sancho "el de la Paz", que falleció en 1312 sin dejar descendencia legítima, por lo que todos sus señoríos volvieron a pertenecer al realengo por orden del rey Fernando IV "el Emplazado", primo carnal de Sancho, y permanecieron en él durante casi dos décadas.

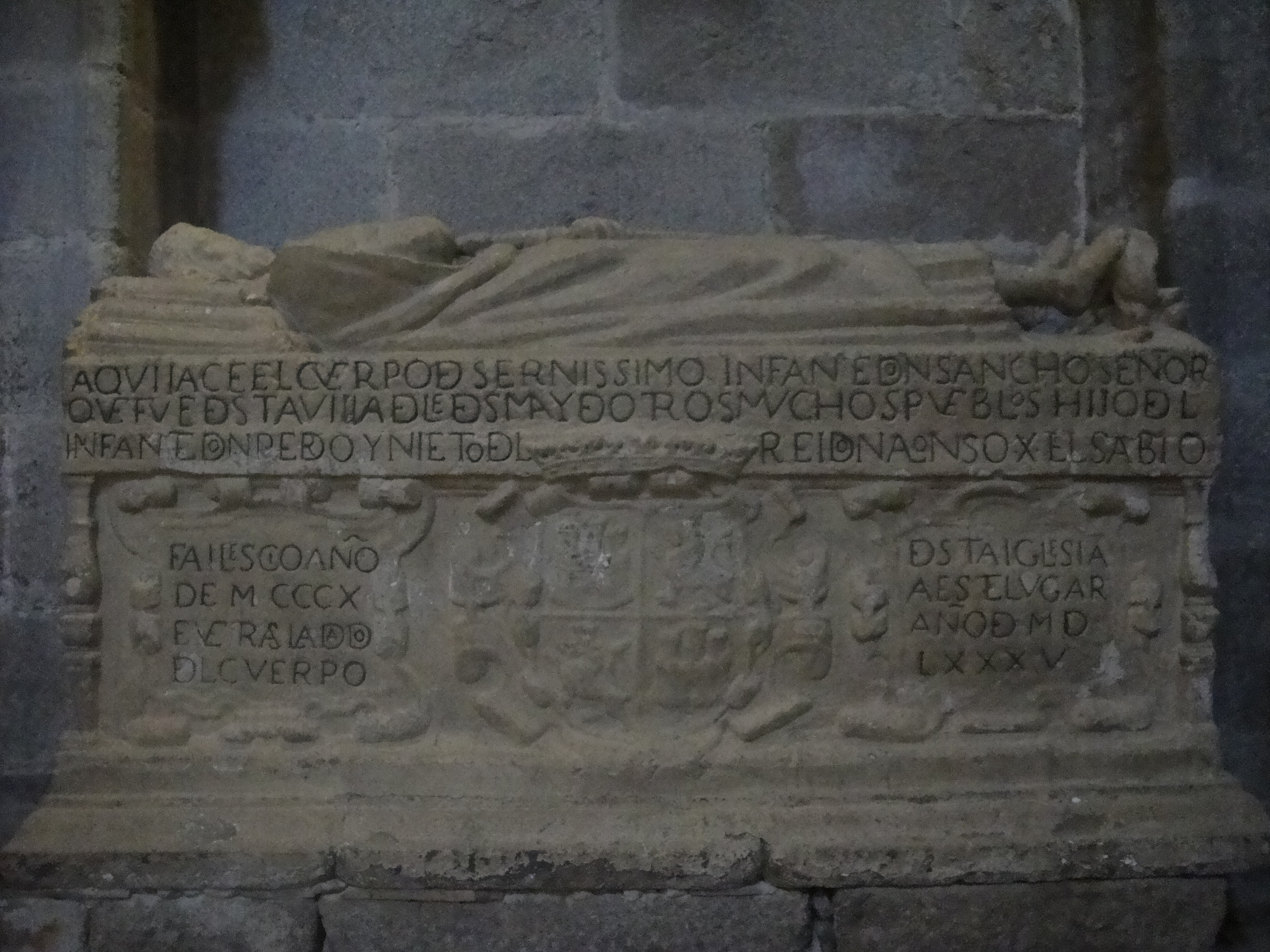
Sepulcro de Sancho el de la Paz en la iglesia de Sta. María la Mayor de Ledesma. (Provincia de Salamanca).

En el momento de la muerte de Sancho "el de la Paz", como señaló César González Mínguez, y sobre todo desde que se reunieron las Cortes de Valladolid de 1312, la autoridad de Fernando IV, que falleció en septiembre de ese mismo año, se estaba robusteciendo tras varios años de inestabilidad y desgobierno, y numerosos territorios estaban reincorporándose al realengo.
El 17 de junio de 1312, en Salamanca, Fernando IV "el Emplazado" confirmó a la villa de Ledesma todos los privilegios, mercedes y franquicias de los que ya disfrutaba cuando era señor de la villa el infante Pedro, fallecido en 1283, y también confirmó la jurisdicción de Ledesma sobre todas las aldeas de su término a excepción de la de Almenara de Tormes, que fue separada de aquella y elevada a la categoría de villa por el rey. Sin embargo, los ledesminos consiguieron que en las Cortes de Burgos de 1315 los tutores del rey Alfonso XI "el Justiciero" devolvieran al concejo de Ledesma la aldea de Almenara de Tormes, y también que el castillo de esta población fuera demolido a causa de los males que ocasionaba a los habitantes de la región.
En las Cortes de Valladolid de 1322, que fueron convocadas por el infante Don Felipe, tutor del rey Alfonso XI junto a Juan el Tuerto y Don Juan Manuel, los habitantes de los lugares de Ledesma, Salvatierra y Miranda, que habían pertenecido a Sancho "el de la Paz", y también los de Alba de Tormes, que había sido de Alfonso de la Cerda, solicitaron que sus villas no fueran entregadas a ningún miembro de la realeza, noble o eclesiástico, ya que deseaban pertenecer siempre al realengo como ya lo hacían en los reinados de Fernando III "el Santo" y de Fernando IV. La historiadora Ana Arranz Guzmán subrayó el hecho de que todas esas villas, que pertenecían a la Hermandad general surgida en las Cortes de Burgos de 1315, «se encontraban con fuerza, no sólo para negarse a pagar los derechos de la iglesia salmantina y para hacer frente a su obispo, sino también para solicitar al rey que no volvieran a ser objeto de donación ni a miembros de la realeza o de la nobleza, ni a personas del estamento eclesiástico», según consta en la petición n.º 33 del ordenamiento de las Cortes de Valladolid de 1322, que fue citado por dicha historiadora:

Otrossi a lo que me pediron que las villas e los logares que fueron de don Alfonso ffiio del infante don Fferrando e de don Sancho ffiio del infante don Pero, que son Beiar e Monte mayor e Miranda e Granada e Galisteo e Alua e Ssalua tierra e Ledesma con sus términos, que no ssean dadas a rreynas nin a infantes nin a rricos omnes nin a inffançones nin a Ordenes nin acaualleros nin a los dichos don Alffonso nin don Pero que se llama ffiio de don Sancho, nin aotro ninguno de los rregnos nin de ffuera de los rregnos, nin sean metidos ajuyzo, mas que finquen rreales, según en tiempo del Rey don Fferrando que ganó a Seuilla e del Rey don Fferrando, padre que fue del Rey don Alffonso nuestro señor que agora es.

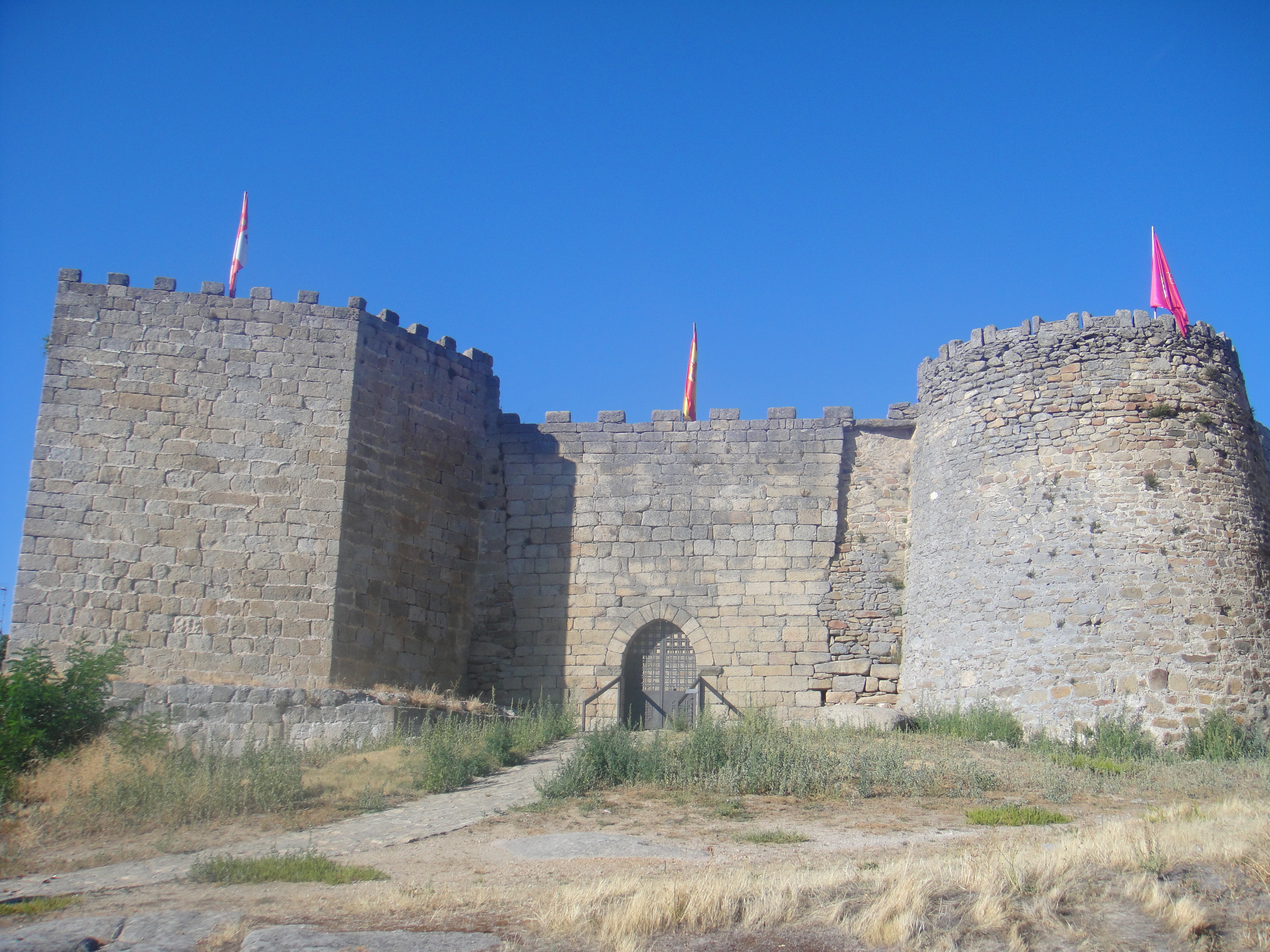
Puerta principal del castillo de Ledesma.

Y en las Cortes de Valladolid de 1322 los ledesminos también consiguieron, tras haberlo solicitado en ellas y en las de Burgos de 1315, que les fueran devueltas las aldeas de Pereña de la Ribera, Villarino de los Aires, Cabeza de Framontanos, Aldeadávila de la Ribera y Mieza, según consta en la petición n.º 34 del ordenamiento de dichas Cortes:

Otrossi conffirmo al conçeio de Ledesma que ayan sus aldeas que son estas: Perenna, Villarino, Darias, la cabeça de ffuera motanos, Aldea de Avila, Mieça.

Sin embargo, Alfonso XI entregó sucesivamente el señorío de Ledesma a cuatro de los hijos ilegítimos que tuvo con Leonor de Guzmán, y posteriormente el señorío de Ledesma fue convertido en condado por Enrique IV, quien en 1462 lo entregó a su valido, Beltrán de la Cueva, que llegaría a ser conde de Ledesma y de Huelma, duque de Alburquerque y maestre de la Orden de Santiago.

## Señores de Ledesma
Hubo varios señores de Ledesma entre los siglos XIII y XV:
- Pedro de Castilla (m. 1283). Infante de Castilla y León e hijo de Alfonso X "el Sabio" y de la reina Violante de Aragón.
- Sancho de Castilla el de la Paz.(m. 1312) Hijo del anterior y de Margarita de Narbona.
- Sancho Alfonso de Castilla (1331-1343). Hijo ilegítimo de Alfonso XI de León y de Leonor de Guzmán.
- Fernando Alfonso de Castilla  (1334–1350). Hermano del anterior.
- Juan Alfonso de Castilla (1340–1359). Hermano del anterior y asesinado en 1359 por orden de su hermanastro, Pedro I "el Cruel".
- Sancho de Castilla (1342-1374). Hermano del anterior. Fue conde de Alburquerque y alférez del rey.[17]
- Beatriz de Portugal (1347-1381), esposa del anterior e hija del rey Pedro I de Portugal y de Inés de Castro.[18]
- Leonor de Alburquerque (1374-1435), hija de los anteriores y reina consorte de Aragón por su matrimonio con Fernando I de Aragón.
- Infante Juan de Aragón (1398-1479), hijo de la anterior y de Fernando I de Aragón y posteriormente rey de Aragón con el nombre de Juan II.
- Infante Enrique de Aragón (1400-1445), hermano del anterior. Fue duque de Alburquerque y maestre de la Orden de Santiago.
- Beatriz Pimentel, esposa del anterior e hija de Rodrigo Alonso Pimentel, conde de Benavente, y de Leonor Enríquez de Mendoza.